# Alan Matturro
Alan Agustín Matturro Romero (Montevideo, 11 ottobre 2004) è un calciatore uruguaiano, difensore del Levante in prestito dal Genoa.

## Biografia
Matturro è nato a Montevideo da una famiglia di origine italiana; possiede un passaporto italiano grazie ai suoi nonni paterni, originari di Balvano, comune in provincia di Potenza.
Nel luglio 2021, la madre di Matturro, Silvana, è venuta a mancare a causa delle complicazioni del SARS-CoV-2.

## Caratteristiche tecniche
Difensore centrale di piede mancino, è dotato di ottime doti fisiche e atletiche, che lo favoriscono nei contrasti e nei colpi di testa (nonostante una velocità non eccelsa), ed è abile nell'impostazione del gioco. Anche grazie alla sua tecnica e alla sua intelligenza tattica, può giocare anche sul braccetto di sinistra in una difesa a tre, o da terzino sinistro.
Ha iniziato a giocare a calcio come attaccante, prima di essere arretrato di ruolo nel settore giovanile del Defensor Sporting.
Per le sue caratteristiche, è stato paragonato al connazionale Ronald Araújo e ad Aymeric Laporte.

## Carriera

### Club

#### Defensor Sporting
Nato a Montevideo, Matturro inizia a giocare nelle scuole calcio locali del Club Rocha e del Potencia, per poi unirsi al Peñarol nel 2012 e, infine, entrare a far parte del settore giovanile del Defensor Sporting nel 2016, a dodici anni.
In seguito ai suoi progressi nelle varie formazioni giovanili de La Viola, nella prima metà del 2021 il difensore firma il suo primo contratto da professionista con il club, valido fino al 2024. Tuttavia, nell'estate dello stesso anno, subisce un infortunio al perone, che lo costringe a stare lontano dal campo per più di due mesi. Ciò nonostante, Matturro esordisce in prima squadra il 10 novembre seguente, prendendo parte alla partita di Segunda División contro l'Uruguay Montevideo, vinta per 2-0. Il 30 novembre successivo, segna il suo primo gol fra i professionisti, mettendo a referto la rete della vittoria per 1-2 sul Cerro, in un incontro valido per i play-off del campionato, che hanno infine visto il Defensor Sporting vincere la finale, ottenendo così la promozione in Primera División.
Nell'annata seguente, Matturro ha scalato le gerarchie della squadra, ottenendo un totale di 26 presenze e due reti fra campionato e coppa nazionale, e contribuendo alla vittoria di quest'ultima competizione da parte del Defensor nel novembre del 2022.

#### Genoa e prestito al Levante
Il 21 dicembre 2022, viene annunciato il suo acquisto da parte del Genoa, in Serie B, con cui Matturro stipula un accordo valido a partire dal 2 gennaio 2023. Secondo le stime, l'accordo è avvenuto sulla base di circa 3 milioni di euro (più altri 500.000 di bonus) e del 20% riservato al Defensor sulla cifra guadagnata da un'eventuale cessione del giocatore.
Il difensore fa il suo debutto in maglia rossoblu il 21 gennaio 2023, sostituendo Alessandro Vogliacco al 79º minuto della partita di campionato contro il Benevento, vinta per 1-2. Il 5 febbraio seguente, debutta da titolare nell'incontro con il Parma, perso per 2-0. Il 28 settembre 2023, esordisce in Serie A, giocando da titolare la partita casalinga contro la Roma, vinta per 4-1.
Lungo la stagione 2024-2025, anche a causa di alcuni infortuni, colleziona 14 presenze fra campionato e Coppa Italia.
Il 9 luglio 2025 passa in prestito in Spagna al Levante, neopromosso in massima serie.

### Nazionale

#### Nazionali giovanili
Matturro ha rappresentato l'Uruguay a diversi livelli giovanili, giocando per le nazionali Under-15, Under-17 e Under-20.
Nel novembre del 2019, ha preso parte al Campionato sudamericano di calcio Under-15 in Paraguay, in cui la Celeste è stata eliminata al primo turno.
L'8 maggio 2023, viene incluso da Marcelo Broli nella rosa della nazionale Under-20 uruguaiana partecipante al Mondiale di categoria in Argentina.

#### Nazionale maggiore
Nel maggio del 2022, ha ricevuto la sua prima convocazione in nazionale maggiore da parte del CT Diego Alonso, in vista di uno stage riservato ai giovani talenti di interesse nazionale.

## Statistiche

### Presenze e reti nei club
Statistiche aggiornate al 4 aprile 2025.
| Stagione                 | Squadra                  | Campionato               | Campionato | Campionato | Coppe nazionali | Coppe nazionali | Coppe nazionali | Coppe continentali | Coppe continentali | Coppe continentali | Altre coppe | Altre coppe | Altre coppe | Totale | Totale |
| Stagione                 | Squadra                  | Comp                     | Pres       | Reti       | Comp            | Pres            | Reti            | Comp               | Pres               | Reti               | Comp        | Pres        | Reti        | Pres   | Reti   |
| ------------------------ | ------------------------ | ------------------------ | ---------- | ---------- | --------------- | --------------- | --------------- | ------------------ | ------------------ | ------------------ | ----------- | ----------- | ----------- | ------ | ------ |
| 2021                     | Defensor Sporting        | SD                       | 3+4        | 0+1        | -               | -               | -               | -                  | -                  | -                  | -           | -           | -           | 7      | 1      |
| 2022                     | Defensor Sporting        | PD                       | 22         | 1          | CU              | 4               | 1               | -                  | -                  | -                  | -           | -           | -           | 26     | 2      |
| Totale Defensor Sporting | Totale Defensor Sporting | Totale Defensor Sporting | 25+4       | 1+1        |                 | 4               | 1               |                    | -                  | -                  |             | -           | -           | 33     | 3      |
| gen.-giu. 2023           | Genoa                    | B                        | 2          | 0          | CI              | 0               | 0               | -                  | -                  | -                  | -           | -           | -           | 2      | 0      |
| 2023-2024                | Genoa                    | A                        | 6          | 0          | CI              | 2               | 0               | -                  | -                  | -                  | -           | -           | -           | 8      | 0      |
| 2024-2025                | Genoa                    | A                        | 13         | 0          | CI              | 1               | 0               | -                  | -                  | -                  | -           | -           | -           | 14     | 0      |
| Totale Genoa             | Totale Genoa             | Totale Genoa             | 21         | 0          |                 | 3               | 0               |                    | -                  | -                  |             | -           | -           | 24     | 0      |
| Totale carriera          | Totale carriera          | Totale carriera          | 50         | 2          |                 | 7               | 1               |                    | -                  | -                  |             | -           | -           | 57     | 3      |

### Cronologia presenze e reti in nazionale
| Cronologia completa delle presenze e delle reti in nazionale ― Uruguay under 20 | Cronologia completa delle presenze e delle reti in nazionale ― Uruguay under 20 | Cronologia completa delle presenze e delle reti in nazionale ― Uruguay under 20 | Cronologia completa delle presenze e delle reti in nazionale ― Uruguay under 20 | Cronologia completa delle presenze e delle reti in nazionale ― Uruguay under 20 | Cronologia completa delle presenze e delle reti in nazionale ― Uruguay under 20 | Cronologia completa delle presenze e delle reti in nazionale ― Uruguay under 20 | Cronologia completa delle presenze e delle reti in nazionale ― Uruguay under 20 |
| Data                                                                            | Città                                                                           | In casa                                                                         | Risultato                                                                       | Ospiti                                                                          | Competizione                                                                    | Reti                                                                            | Note                                                                            |
| ------------------------------------------------------------------------------- | ------------------------------------------------------------------------------- | ------------------------------------------------------------------------------- | ------------------------------------------------------------------------------- | ------------------------------------------------------------------------------- | ------------------------------------------------------------------------------- | ------------------------------------------------------------------------------- | ------------------------------------------------------------------------------- |
| 10-5-2023                                                                       | Montevideo                                                                      | Uruguay under 20                                                                | 1 – 0                                                                           | Honduras under 20                                                               | Amichevole                                                                      | -                                                                               |                                                                                 |
| 13-5-2023                                                                       | Montevideo                                                                      | Uruguay under 20                                                                | 2 – 0                                                                           | Uzbekistan under 20                                                             | Amichevole                                                                      | -                                                                               | 75’                                                                             |
| 22-5-2023                                                                       | La Plata                                                                        | Uruguay under 20                                                                | 4 – 0                                                                           | Iraq under 20                                                                   | Mondiali Under-20 2023 - 1º turno                                               | 1                                                                               |                                                                                 |
| 25-5-2023                                                                       | La Plata                                                                        | Uruguay under 20                                                                | 2 – 3                                                                           | Inghilterra under 20                                                            | Mondiali Under-20 2023 - 1º turno                                               | -                                                                               | 80’                                                                             |
| 28-5-2023                                                                       | Mendoza                                                                         | Tunisia under 20                                                                | 0 – 1                                                                           | Uruguay under 20                                                                | Mondiali Under-20 2023 - 1º turno                                               | -                                                                               |                                                                                 |
| 1-6-2023                                                                        | Santiago del Estero                                                             | Gambia under 20                                                                 | 0 – 1                                                                           | Uruguay under 20                                                                | Mondiali Under-20 2023 - Ottavi di finale                                       | -                                                                               |                                                                                 |
| 4-6-2023                                                                        | Santiago del Estero                                                             | Stati Uniti under 20                                                            | 0 – 2                                                                           | Uruguay under 20                                                                | Mondiali Under-20 2023 - Quarti di finale                                       | -                                                                               |                                                                                 |
| 8-6-2023                                                                        | La Plata                                                                        | Uruguay under 20                                                                | 1 – 0                                                                           | Israele under 20                                                                | Mondiali Under-20 2023 - Semifinale                                             | -                                                                               |                                                                                 |
| 11-6-2023                                                                       | La Plata                                                                        | Uruguay under 20                                                                | 1 – 0                                                                           | Italia under 20                                                                 | Mondiali Under-20 2023 - Finale                                                 | -                                                                               |                                                                                 |
| Totale                                                                          |                                                                                 | Presenze                                                                        | 9                                                                               |                                                                                 | Reti                                                                            | 1                                                                               |                                                                                 |

## Palmarès

### Club
- Copa Uruguay: 1

Defensor Sporting: 2022

### Nazionale
- Campionato mondiale Under-20: 1

2023